# みそすき丼
みそすき丼（みそすきどん）は、味噌味のすき焼きを使った丼物。

## 作り方
一例を示す。
1. 鍋に具材を入れて炒めたのち、味噌を入れた割下で煮る。
2. 丼にご飯をよそい、1をかける。

## バリエーション
信州須坂 みそすき丼
長野県須坂市のご当地グルメ。市内の飲食店とみそ醸造元が「信州須坂みそ料理乃會」を組織し、共同開発した。地物の味噌の割下と、信州の伝統野菜である「村山早生（わせ）ゴボウ」の使用を条件としている。